# Čang-ťia-kchou
Čang-ťia-kchou (čínsky pchin-jinem Zhāngjiākǒu, znaky 张家口) je městská prefektura v provincii Che-pej v Čínské lidové republice. K roku 2020 měla 4,1 miliónu obyvatel a 36 766 čtverečních kilometrů.
Přes Čang-ťia-kchou vede železniční trať Peking – Pao-tchou.
Čang-ťia-kchou bylo společně s Pekingem vybráno jako kandidát na pořádání Zimních olympijských her 2022. V Čang-ťia-kchou by se měly konat lyžařské soutěže. S Pekingem by mělo být spojeno rychlodráhou, která zkrátí přejezdový čas na 40 minut.

## Správní členění
Městská prefektura Čang-ťia-kchou se člení na šestnáct celků okresní úrovně, a sice šest městských obvodů a deset okresů.
| Čchiao-tung 1 Süan-chua Sia-chua-jüan Wan-čchüan Čchung-li okres · Čang-pej okres · Kchang-pao okres · Ku-jüan okres · Šang-i okres · Jü okres · Jang-jüan okres · Chuaj-an okres · Chuaj-laj okres · Čuo-lu okres · Čch’-čcheng 1. Čchiao-si |          |                       |                       |             |                                         |
| Název | Název    | Počet obyvatel (2010) | Počet obyvatel (2020) | Rozloha km² | Hustota zalidnění (obyv. na km²) (2020) |
| český přepis | znaky    | Počet obyvatel (2010) | Počet obyvatel (2020) | Rozloha km² | Hustota zalidnění (obyv. na km²) (2020) |
| Městské obvody |          |                       |                       |             |                                         |
| Čchiao-si | 桥西区   | 287 900               | 393 227               | 144         | 2 725                                   |
| Čchiao-tung | 桥东区   | 375 228               | 422 753               | 403         | 1 048                                   |
| Čchung-li | 崇礼区   | 106 122               | 105 501               | 2 350       | 45                                      |
| Sia-chua-jüan | 下花园区 | 62 764                | 64 216                | 315         | 204                                     |
| Süan-chua | 宣化区   | 608 219               | 542 358               | 2 083       | 260                                     |
| Wan-čchüan | 万全区   | 211 706               | 216 795               | 1 127       | 192                                     |
| Okresy |          |                       |                       |             |                                         |
| Čang-pej | 张北县   | 318 669               | 325 795               | 4 195       | 78                                      |
| Čuo-lu | 涿鹿县   | 333 932               | 294 013               | 2 796       | 105                                     |
| Čch’-čcheng | 赤城县   | 238 169               | 197 919               | 5 263       | 38                                      |
| Chuaj-an | 怀安县   | 210 914               | 179 949               | 1 705       | 106                                     |
| Chuaj-laj | 怀来县   | 352 307               | 348 746               | 1 778       | 196                                     |
| Jang-jüan | 阳原县   | 258 086               | 205 773               | 1 853       | 111                                     |
| Jü | 蔚县     | 450 236               | 411 824               | 3 183       | 129                                     |
| Kchang-pao | 康保县   | 204 975               | 138 205               | 3 364       | 41                                      |
| Ku-jüan | 沽源县   | 174 619               | 167 587               | 3 585       | 47                                      |
| Šang-i | 尚义县   | 151 639               | 104 247               | 2 621       | 41                                      |
| |          |                       |                       |             |                                         |
| Celkem | Celkem   | 4 345 485             | 4 118 908             | 36 766      | 112                                     |

## Partnerská města
- Bolzano, Itálie (23. listopad 2007)
- Chambéry, Francie (15. únor 2017)